# Wrightia coccinea
Wrightia coccinea är en oleanderväxtart som först beskrevs av Conrad Loddiges, och fick sitt nu gällande namn av John Sims. Wrightia coccinea ingår i släktet Wrightia och familjen oleanderväxter. Inga underarter finns listade i Catalogue of Life.